# 금관총 금관 및 금제 관식
금관총 금관 및 금제 관식(金冠塚 金冠 및 金製 冠飾)은 대한민국 경상북도 경주시의 금관총에서 출토한 금관과 관장식이다. 국립경주박물관에 있으며, 1962년 12월 20일 대한민국의 국보 제87호로 지정되었다.

## 개요
경주시 노서동에 있는 금관총에서 발견된 신라의 금관으로, 높이 44.4cm, 머리띠 지름 19cm이다.
금관은 내관(內冠)과 외관(外冠)으로 구성되어 있는데, 이 금관은 외관으로 신라금관의 전형을 보여주고 있다. 즉, 원형의 머리띠 정면에 3단으로 ‘출(出)’자 모양의 장식 3개를 두었고, 뒤쪽 좌우에 2개인 사슴뿔모양 장식이 세워져 있다. 머리띠와 ‘출(出)’자 장식 주위에는 점이 찍혀 있고, 많은 비취색 옥과 구슬모양의 장식들이 규칙적으로 금실에 매달려 있다. 양 끝에는 가는 고리에 금으로 된 사슬이 늘어진 두 줄의 장식이 달려 있는데, 일정한 간격으로 나뭇잎 모양의 장식을 달았으며, 줄 끝에는 비취색 옥이 달려 있다.
이 같은 외관(外冠)에 대하여 내관으로 생각되는 관모(冠帽)가 관(棺) 밖에서 발견되었다. 관모는 얇은 금판을 오려서 만든 세모꼴 모자로 위에 두 갈래로 된 긴 새날개 모양 장식을 꽂아 놓았다. 새날개 모양을 관모의 장식으로 꽂은 것은 삼국시대 사람들의 신앙을 반영한 것으로 샤머니즘과 관계가 있을 것으로 짐작한다.
이 금관은 기본 형태나 기술적인 면에서 볼 때 신라 금관 양식을 대표할 만한 걸작품이다.

## 같이 보기
- 신라 금관

## 참고 자료
- 금관총 금관 및 금제 관식 - 국가유산청 국가유산포털